# Magdalena Kobiela
Magdalena Kobiela z d. Grzesiak (ur. 21 grudnia 1975) w Polsce – polska siatkarka występująca na pozycji atakującej. Od sezonie 2002/2003 do sezonu 2006/2007 grała w LSK w KPSK Stal Mielec, z którym zdobyła brązowy medal Mistrzostw Polski zdobyty w sezonie 2003/2004. Po sezonie 2006/2007 zakończyła sportową karierę.

## Kluby
- Polonia Nysa
- Częstochowianka Częstochowa
- Wulkan AZS Politechnika Częstochowa
- KPSK Stal Mielec

## Sukcesy
- brązowy medal Mistrzostw Polski zdobyty z KPSK Stal Mielec[2]
- awans z Wulkan AZS Politechnika Częstochowa do LSK.